# 2009 BD81
2009 BD81 est un astéroïde Apollon découvert le 31 janvier 2009 par l'astronome amateur américain Robert Holmes. Il est passé à 0,046 UA (soit environ 7 millions de km) de la Terre le 28 février 2009. D'après les premiers éléments orbitaux, il devait passer à environ 31 800 km de la Terre le 2 mars 2046. Ce risque a depuis été écarté, ses paramètres orbitaux ayant été précisés.
Il a été listé sur la liste des objets géocroiseurs à risque (Near Earth Object Risk List), sa probabilité d'impact étant estimée à 8,3 × 10-9, avant d'en être retiré le 9 février 2009.
Les astéroïdes classés au niveau 1 (ou supérieur) sur l'échelle de Turin sont rares et sont, selon NEO, souvent rétrogradés au niveau 0 après les premières observations.